# 四氟二(四氢呋喃)合钛(IV)
四氟二(四氢呋喃)合钛(IV)是一种配位化合物，化学式为C8H16F4O2Ti，可简写为TiF4(THF)2，其中THF为四氢呋喃。它可由四氟化钛和冷且过量的四氢呋喃反应得到。
它和TiCl4(THF)2在四氢呋喃中存在卤素交换，生成TiClF3(THF)2等物质。